# 細胞潛能

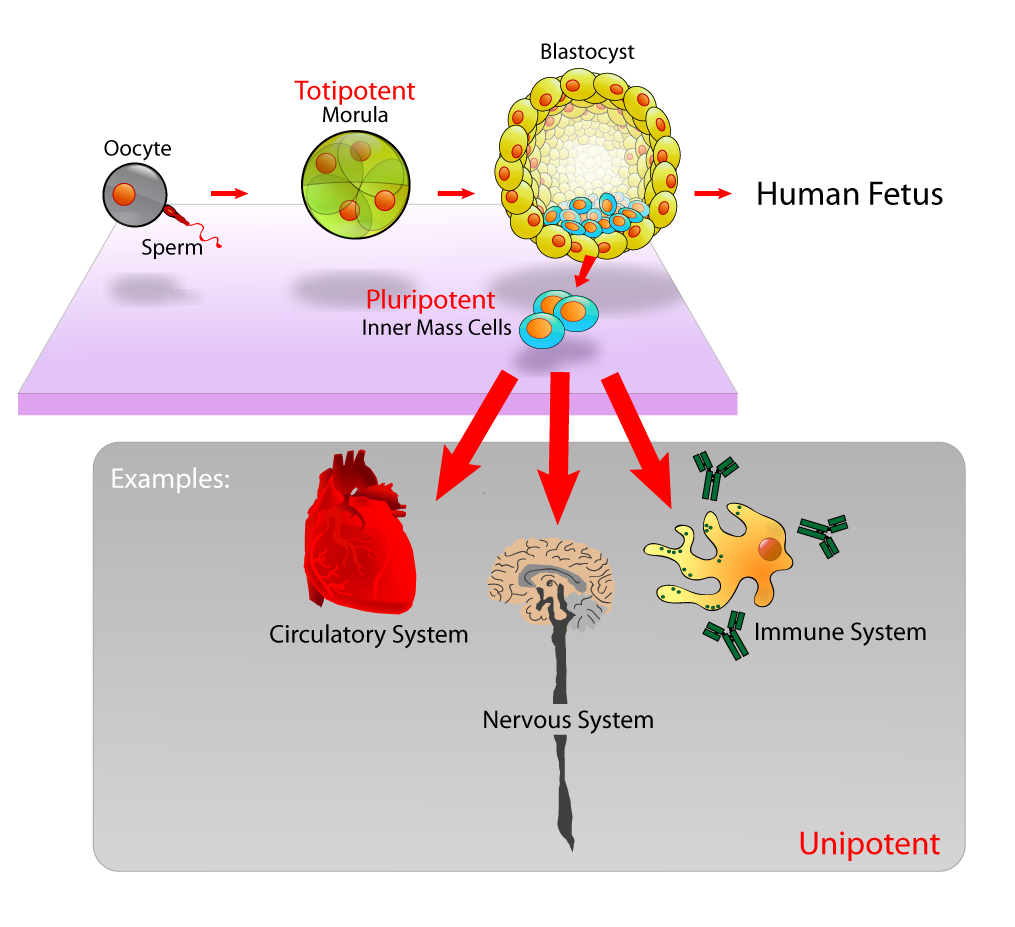
內細胞群（ICM）中的細胞具有多能性，能夠分化成機體的多種結構。

細胞潛能（Cell potency）是指一個細胞可以分化爲其他種細胞的能力。一般來說，一種細胞可以分化成越多種不同類型的細胞，就可以認爲這種細胞的細胞潛能越大。細胞潛能從大到小可以分爲「全潛能性」（Totipotency，如受精卵）、「富潛能性」（Pluripotency，如胚胎幹細胞（ESC））、「多潛能性」（Multipotency，如間充質幹細胞）、「寡能性」（Oligopotency，如淋巴細胞）、「單能性」（Unipotency）。

## 全潛能性
全能 （Totipotent）幹細胞可以獨立發育爲一個完整的個體。詞根「toti-」源自拉丁語totus，意爲「整個」。在動物細胞中，只有受精卵或生殖細胞被認爲具有全能性。

## 富潛能性
富潛能（Pluripotent） 幹細胞具有分化爲三個胚層的細胞的潛能，換言之，這類細胞能夠分化成除了胎盤以外的所有結構。通過內細胞群（ICM）體外培養取得的胚胎幹細胞（ESC）即爲典型的多能幹細胞。
山中伸彌的團隊在2006年發表了通過導入四個外源性基因（Oct3/4、Sox2、c-Myc、Klf4）使體細胞轉化爲人工誘導多能幹細胞（iPSC）的方法。使用該方法產生的iPSC具有多能性，多方面的性質與胚胎幹細胞接近，並且打破了長久以來「動物細胞的分化不可逆」的觀點

## 多潛能
多潛能（Multipotent，又稱多分化能）細胞可以分化爲多種細胞，這一類細胞又稱為前驅細胞 （progenitor cell）。間充質幹細胞（MSC）這一大類就是典型的多潛能幹細胞。
目前的研究表明，在一定條件下，專能幹細胞能夠分化自然條件下無法分化成的細胞，如已有課題組將人臍帶血造血幹細胞誘導分化爲神經元。專能幹細胞轉化爲多能幹細胞也是幹細胞領域研究的熱點之一。

## 寡能
寡能 （oligopotent）的細胞能夠分化成少數幾種細胞。細胞潛能屬於寡能的細胞有淋巴細胞以及骨髓幹細胞。

## 單能
單能 （unipotent）細胞只能分化爲一種細胞，又稱爲前身細胞（precursor cell）。